# James Shirley
James Shirley (ur. 13 września 1596 w Londynie, zm. 29 października 1666 tamże) – dramatopisarz angielski, autor około 40 utworów dramatycznych, głównie komedii, tragikomedii oraz masek o tematyce związanej z życiem wyższych sfer Londynu.
Studiował w Londynie, w St John’s College na Uniwersytecie Oksfordzkim i w St Catharine’s College na Uniwersytecie Cambridge . W 1619 roku przyjął święcenia w Kościele anglikańskim i otrzymał parafię w pobliżu St Albans. Po konwersji na katolicyzm został przełożonym szkoły w St Albans. 
W 1625 roku przeniósł się do Londynu, debiutując jako dramatopisarz. Napisał ok. 40 sztuk wystawianych w teatrach londyńskich. Zaprzestał tej formy twórczości w 1642 roku, po purytańskim edykcie zakazującym działalności teatrów. W wojnie domowej między królem a Parlamentem opowiedział się po stronie rojalistów. 
Do czasu Restauracji ponownie zajął się pracą nauczycielską, pisywał też okolicznościowe pamflety. Zmarł wraz z żoną z powodu poparzeń i stresu po wielkim pożarze Londynu. 

## Niektóre utwory
- Hyde Park (1632, druk 1637)
- Lady of Pleasure (Płocha dama, 1635, druk 1637)
- The Cardinal (1641)